# Мудрьона (станція метро)
47°55′06″ пн. ш. 33°24′00″ сх. д. / 47.9184° пн. ш. 33.4001° сх. д.
«Мудрьона» (Дзержинська до 2016 року) — станція Криворізького метро. Відкрита 26 грудня 1986 року як тимчасова у складі першої черги будівництва. 2 травня 1989 року станцію відкрито в її сучасному вигляді (рештки старої станції з часом було демонтовано). Обслуговує усі маршрути: 1М 2М
3М 4М

## Опис

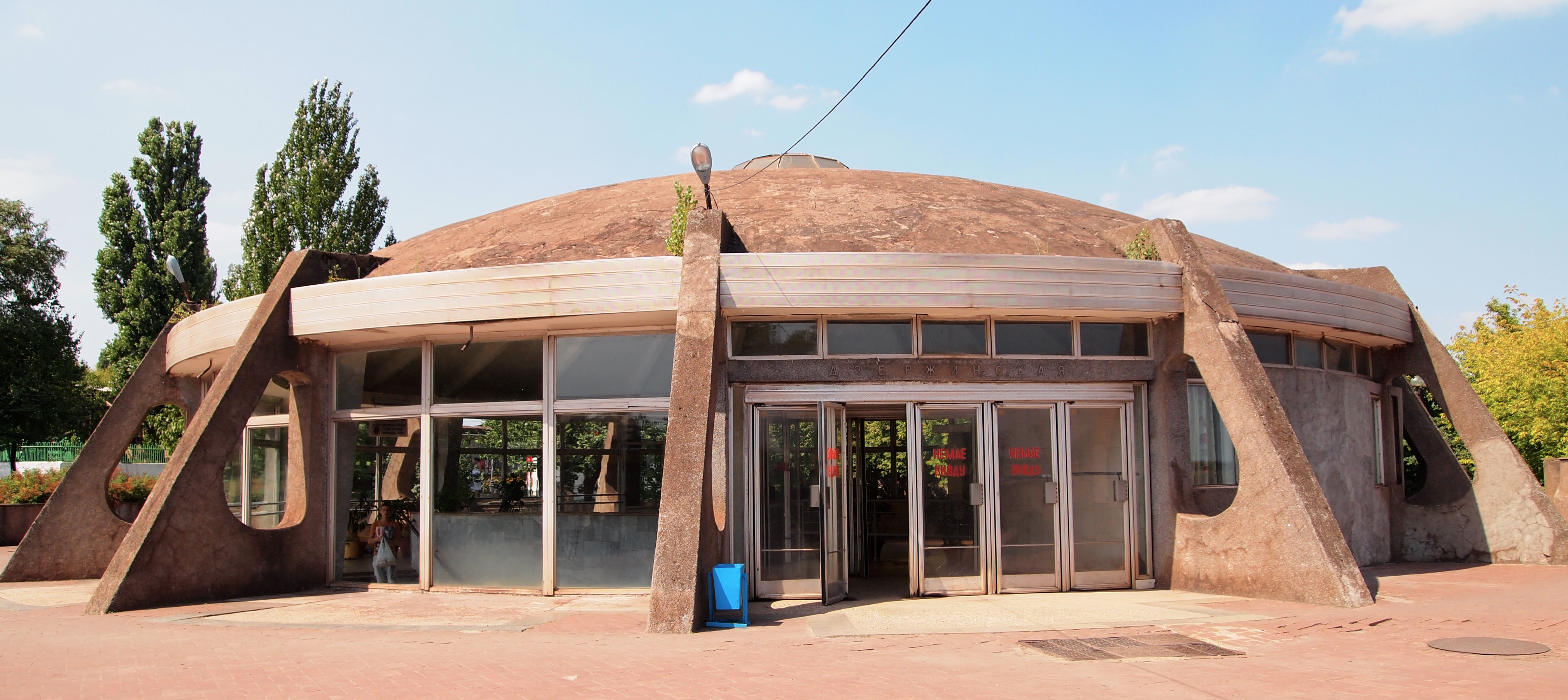
Вхід на станцію

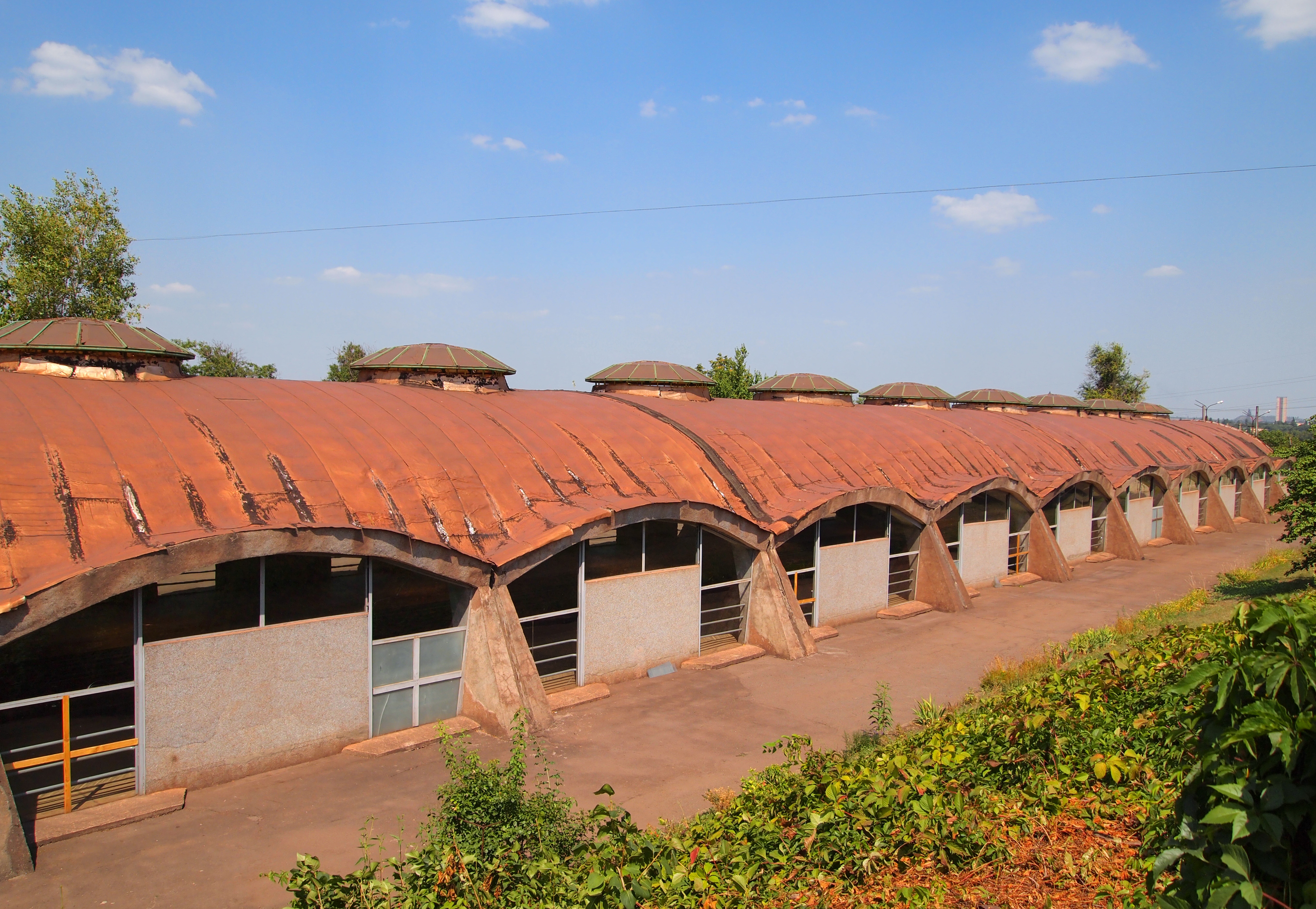
Вигляд станції ззовні

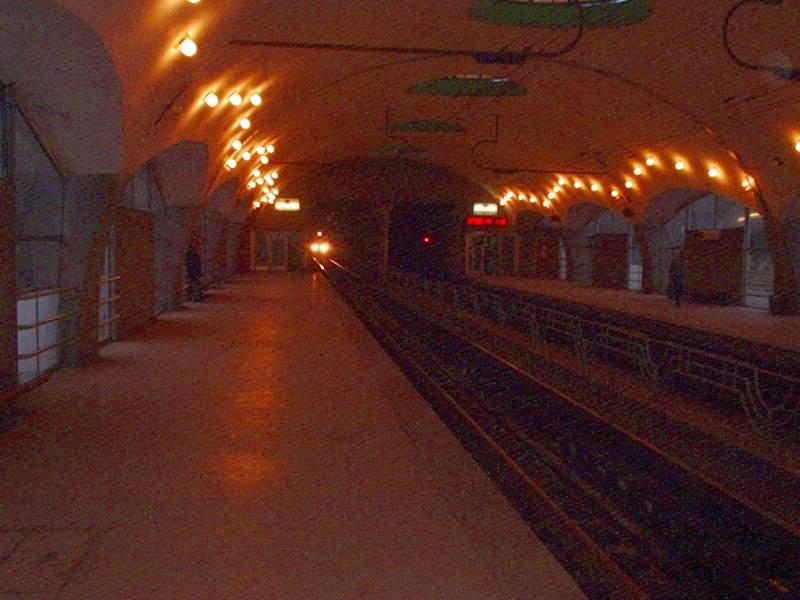
Вигляд платформ

Станція розташована в одній із промислових зон міста. Житлова забудова навколо «Мудрьоної» представлена приватними будинками.
Це наземна односклепінна станція, склепіння якої нагадує витягнуту баню. Баня тримається на двох рядах опор, у верхній частині забетонована, у нижній частині між опорами залишені скляні перегородки з сидіннями.
На перегоні «Мудрьона—Міська рада» відбувається перетин тунелів у вертикальному перерізі (платформа ст. «Міська рада» — острівного типу). Південним торцем станція впирається у пагорб, тому безпосередньо після платформ починається тунель. Над ним знаходиться вестибюль станції з касами і турнікетами, які з'єднанні з платформами сходами.
На північ від станції розташоване двоколійне розворотне кільце з невеликим асфальтованим майданчиком.

## Історія
З 26 грудня 1986 року до 1 травня 1989 року станція розташовувалась північніше свого теперішнього положення. Вона була відкритого типу і використовувалася для руху вагонів за маршрутом «Дзержинська (колишня назва станції)—Майдан Праці».
13 грудня 1988 року було відкрито теперішню споруду станції. Це відбулося в рамках відкриття ділянки «Дзержинська—Будинок Рад» (нині «Міська рада»). Тоді між цими станціями було організовано човниковий рух: для подорожі до «Будинку Рад» на «Дзержинській» пасажири були вимушені пересідати в зчеплені спеціальним чином тривагонні потяги Tatra-T3.
З 2 травня 1989 року, з відкриттям другої черги метро, станція запрацювала у звичайному транзитному режимі.

## Цікаві факти
- Станція «Мудрьона» лежить у дуже незвичному місці:
  - Відстань до найближчої вулиці із сталим автомобільним рухом становить більше ніж 500 метрів;
  - Шлях із «Мудрьоної» у напрямку станції «Вечірній бульвар» проходить досить мальовничою місцевістю. За 500 метрів від станції маршрут проходить дамбою — поміж, з однієї сторони, Саксаганським водосховищем й Галковським Кутом — мальовничим куточком дикої природи[1], та Червоним озером — з іншої. За 1000 метрів від станції розташована туристична пам'ятка Червоне озеро — мілке, іноді пересихаюче озеро із червоними від руди шахтними водами — шламовідстійник шахти «Гігант-Глибока». Колія прокладена через дамбу цього озера;
  - Поруч зі станцією розташована залізнична станція Мудрьона, на ній зупиняються лише приміські поїзди.

## Оголошення інформатора
- Обережно, двері зачиняються! Наступна станція «Дзержинська»
- Станція «Дзержинська»